# Lindo Mkhonta
Lindo Mkhonta (ur. 10 kwietnia 1991) – suazyjski piłkarz grający na pozycji prawego obrońcy. Od 2023 jest zawodnikiem klubu ZESCO United.

## Kariera klubowa
Do 2018 roku Mkhonta grał w klubie Young Buffaloes FC i między innymi w sezonie 2017/2018 wywalczył z nim wicemistrzostwo Eswatini oraz zdobył Puchar Eswatini. W sezonie 2018/2019 grał w Green Mamba FC, z którym został mistrzem kraju. W 2019 wrócił do Young Buffaloes. Wywalczył z nim mistrzostwo kraju w sezonie 2019/2020 i dwa wicemistrzostwa w sezonach 2020/2021 i 2022/2023. Na początku 2023 przeszedł do zambijskiego ZESCO United.

## Kariera reprezentacyjna
W reprezentacji Eswatini Mkhonta zadebiutował 27 marca 2018 w zremisowanym 0:0 towarzyskim meczu z Seszelami.